# 김도현 (1977년)
김도현(Kim Do-hyun, 金徒賢, 1977년 12월 2일~)은 대한민국의 배우이다.

## 생애
2000년 셰익스피어 연극 《오델로, 오델로》의 이아고 역으로 데뷔 후 묵직한 존재감과 강렬한 카리스마, 흡입력 있는 연기로 연극과 뮤지컬계에서 믿고 보는 배우로 정평이 난 배우이다.
2010년 KBS1 대하드라마 《근초고왕》에 출연하며 TV 드라마로 연기 영역을 넓혔으며, 그 후 2016년 《장영실》까지 주로 KBS 드라마에 출연하였다.
2017년 tvN 《쓸쓸하고 찬란하神 - 도깨비》의 저승사자 감사 역을 기점으로 타 방송사에도 출연하기 시작했으며, 2020년 SBS 《스토브리그》에서 유경택 역으로 대중에게 인상적인 연기를 선보였다.
2021년 MBC 《검은태양》의 하동균 역으로 2021 MBC 연기대상 남자조연상을 수상했다.
2022년 JTBC 《재벌집 막내아들》의 최창제 역으로 신 스틸러 다운 선명한 존재감을 입증했으며, 김신록 배우와의 부부 연기 케미 또한 매우 화제를 모았다.
2023년 넷플릭스 《경성크리처》의 이시카와 역으로 수준급의 일본어 연기를 선보이며 강렬한 인상을 남겼다.
2024년 tvN 《눈물의 여왕》의 백현우의 둘째 형 백현태 역으로 유쾌하고 자연스러운 연기로 시청자의 시선을 사로잡았으며, 하반기에는 KBS2 《완벽한 가족》, JTBC《가족X멜로》, 디즈니 플러스《강남 비-사이드》에 출연하며 꾸준한 열일 행보를 이어가고 있다.
2025년 연기 데뷔 25주년을 맞이한다.

## 학력
- 한국예술종합학교 연극원 연기과 4기

## 연기 활동

### 드라마/영화
| 연도 | 채널    | 제목                       | 역할          | 비고      |
| ---- | ------- | -------------------------- | ------------- | --------- |
| 2024 | Disney+ | 강남 비-사이드             | 주윤          |           |
| 2024 | KBS2    | 완벽한 가족                | 신동호        | 12부작    |
| 2024 | JTBC    | 가족X멜로                  | 이정혁        | 12부작    |
| 2024 | tvN     | 눈물의 여왕                | 백현태        |           |
| 2023 | Netflix | 경성 크리처                | 이시카와      |           |
| 2023 | tvN     | 아라문의 검                | 쇼르자긴      |           |
| 2022 | JTBC    | 재벌집 막내아들            | 최창제        |           |
| 2022 | SBS     | 치얼업                     | 선자 아버지   | 특별출연  |
| 2022 | MBC     | 트레이서                   | 조진기        |           |
| 2021 | MBC     | 검은 태양                  | 하동균        |           |
| 2021 | tvN     | 박성실 씨의 사차 산업혁명  | 박철수        | 단막극    |
| 2020 | KBS2    | 바람피면 죽는다            | 남기룡        |           |
| 2019 | SBS     | 스토브리그                 | 유경택        |           |
| 2019 | KBS2    | 99억의 여자                | 서민규        |           |
| 2019 | MBC     | 검법남녀 2                 | 오만상        |           |
| 2019 | tvN     | 아스달 연대기              | 쇼르자긴      |           |
| 2019 | tvN     | 자백                       | 우호진        |           |
| 2019 | MBC     | 아이템                     | 최호준        |           |
| 2018 | JTBC    | 라이프                     | 강윤모        |           |
| 2018 | MBC     | 검법남녀                   | 오만상        |           |
| 2018 | SBS     | 스위치 - 세상을 바꿔라     | 남승태        |           |
| 2017 | tvN     | 쓸쓸하고 찬란하神 - 도깨비 | 저승사자 감사 |           |
| 2016 | KBS2    | 오 마이 금비               | 최재진        |           |
| 2016 | KBS2    | 뷰티풀 마인드              | 권덕중        |           |
| 2016 | KBS1    | 장영실                     | 이천          |           |
| 2014 | KBS2    | 돌날                       | 박경우        | 단막극    |
| 2013 | KBS2    | HAPPY! 로즈데이            | 최도훈        | 단막극    |
| 2012 | KBS2    | SOS - 우리 학교를 구해줘   | 차강호        |           |
| 2012 | KBS2    | 아모레미오                 | 김영식        |           |
| 2010 | KBS1    | 근초고왕                   | 부여몽        |           |
| 2006 | 영화    | 그녀의 핵주먹              | 성길          | 단편 영화 |
| 2004 | 영화    | 신부수업                   | 신학생1       |           |

### 연극
| 연도      | 제목               | 역할               | 비고                           |
| --------- | ------------------ | ------------------ | ------------------------------ |
| 2018      | 리차드 3세         | 버킹엄             |                                |
| 2017      | 데스트랩           | 시드니 브릘        | 삼연                           |
| 2017      | 베헤모스           | 오검               |                                |
| 2016      | 안녕, 여름         | 김태민             |                                |
| 2015      | 택시 드리벌        | 덕배               |                                |
| 2015      | 데스트랩           | 시드니 브릘        | 재연                           |
| 2014      | 유럽 블로그        | 온종일             |                                |
| 2014      | 데스트랩           | 시드니 브륄        | 초연                           |
| 2014      | 내 아내의 모든 것  | 장성기             |                                |
| 2013      | 광해, 왕이 된 남자 | 광해/하선          |                                |
| 2011      | 동 주앙            | 동 주앙            |                                |
| 2010~2011 | 웃음의 대학        | 작가               | 2010년, 2011년 공연            |
| 2004      | 동천홍             | 김옥균             |                                |
| 2004      | 금강               | 홍대균, 노비추쇄꾼 |                                |
| 2002~2003 | 인당수사랑가       | 변학도             | 2002년, 2003년 공연            |
| 2002      | 헤카베             | 폴리메스토르       |                                |
| 2000      | 오델로, 오델로     | 이야고             | 데뷔작, 2000. 6. 11~6. 17 공연 |
| 2000      | 혁명의 춤          | 5장,7장,8장        | 예술의전당 자유소극장          |

### 뮤지컬
| 연도 | 제목                        | 역할                 | 비고                   |
| ---- | --------------------------- | -------------------- | ---------------------- |
| 2018 | 배니싱                      | 의신                 | 재연                   |
| 2017 | 금강, 1894                  | 전봉준               |                        |
| 2017 | 배니싱                      | 의신                 | 초연                   |
| 2016 | 페스트                      | 랑베르               |                        |
| 2015 | 드림걸즈                    | 커티스 테일러 주니어 |                        |
| 2014 | 온스테이지 시즌2            |                      | 뮤지컬&토크콘서트      |
| 2014 | 셜록 홈즈2: 블러디 게임     | 셜록 홈즈            |                        |
| 2014 | 셜록 홈즈2: 앤더슨가의비밀  | 셜록 홈즈            |                        |
| 2013 | 웨딩 싱어                   | 로비 하트            | 2014년 2월 9일까지     |
| 2012 | 형제는 용감했다             | 이석봉               |                        |
| 2012 | 셜록 홈즈: 앤더슨 가의 비밀 | 셜록 홈즈            | 2013년, 2014년, 2015년 |
| 2012 | 페이스 오프                 | 태준/영준            |                        |
| 2011 | 젊음의 행진                 | 왕경태               | 2012년 2월 5일까지     |
| 2009 | 금발이 너무해               | 에밋                 | 2010년 3월 14일까지    |
| 2009 | 카페인                      | 지민(정민)           |                        |
| 2009 | 라디오 스타                 | 최곤                 | 2009.03.03~2009.04.05  |
| 2008 | 라디오 스타                 | 최곤                 | 2008.11.18~2008.12.31  |
| 2008 | 폴라로이드                  | 김준혁               |                        |
| 2008 | 나쁜 녀석들                 | 프레디               |                        |
| 2007 | 뷰티풀 게임                 | 토마스               |                        |
| 2007 | 싱글즈                      | 임정준               | 2009년에도 공연        |
| 2007 | 천사의 발톱                 | 일두/이두            |                        |
| 2006 | 지킬 앤 하이드              | 스트라이드           |                        |
| 2005 | 인당수 사랑가               | 변학도               |                        |

## 그외 활동

### 예능
| 연도 | 방송사 | 프로그램                       | 비고                                            |
| ---- | ------ | ------------------------------ | ----------------------------------------------- |
| 2024 | MBC    | 황금어장 라디오스타            | 866회, 5월 15일 방송                            |
| 2023 | SBS    | 꼬리에 꼬리를 무는 그날 이야기 | 81회, 6월 1일 방송                              |
| 2023 | tvN    | 아주 사적인 동남아             | 고정                                            |
| 2023 | JTBC   | 아는 형님                      | 김남희, 박지현과 동반 출연, 365회, 1월 7일 방송 |

### 광고
| 연도 | 기업명   | 브랜드명                             | 광고 영상 |
| ---- | -------- | ------------------------------------ | --------- |
| 2020 | 풀무원   | 노엣지 피자 - 아빠 편                | [ 1 ]     |
| 2019 | Google   | Google 검색 - 아티스트 검색(ITZY) 편 | [ 2 ]     |
| 2018 | 동아제약 | 박카스 - 최고의 승진 편              | [ 3 ]     |

## 수상 내역
| 연도 | 시상식                                 | 부문       | 작품                        |
| ---- | -------------------------------------- | ---------- | --------------------------- |
| 2021 | MBC 연기대상                           | 조연상     | 검은 태양                   |
| 2012 | 제6회 대구 국제 뮤지컬 페스티벌 어워즈 | 남우주연상 | 셜록 홈즈: 앤더슨 가의 비밀 |
| 2007 | 제13회 한국뮤지컬대상                  | 남우신인상 | 싱글즈                      |

## 기타
- 병역 : 대한민국 육군 제2군수지원사령부 3M/A 정비대대 병장 만기전역